# Hans-Georg Aschenbach
Hans-Georg Aschenbach   (Brotterode, 25 d'octubre de 1951) és un saltador d'esquí alemany, ja retirat, que va competir sota bandera de la República Democràtica Alemanya durant les dècades de 1960 i 1970.
El 1969 es proclamà campió del món júnior, i el 1971 va guanyar el seu primer títol nacional. El 1972 va prendre part en els Jocs Olímpics d'Hivern de Sapporo. El 1973 guanyà el Campionat del món de vol amb esquís i el 1974 el Torneig dels Quatre Trampolins i les dues proves del Campionat del Món d'esquí nòrdic, el salt curt i llarg. Per aquests èxits fou reconegut com a esportista de l'any de l'any d'Alemanya de l'Est. El darrer gran èxit el va aconseguir als Jocs d'Innsbruck de 1976, on guanyà la medalla d'or en la prova del salt curt del programa de salt amb esquís. En aquests mateixos Jocs fou vuitè en la prova del salt llarg. Poc després dels Jocs es va retirar per passar a treballar com a metge militar i esportiu. El 1988, mentre exercia de metge de l'equip de salts d'esquí d'Alemanya de l'Est, va desertar a l'Alemanya Occidental.